# ناثان فرنسيس
ناثان فرنسيس (بالإنجليزية: Nathan Holman)‏ هو لاعب غولف أسترالي، ولد في 19 أبريل 1991.

## وصلات خارجية
- ناثان فرنسيس على موقع رابطة أوروبا للاعبي الغولف المحترفين (الإنجليزية)
- ناثان فرنسيس على موقع التصنيف العالمي الرسمي للغولف (الإنجليزية)